# Гассемлу, Абдул Рахман
Абдул Рахман Гассемлу (курд.: عەبدولڕەحمان قاسملوو; 22 декабря 1930 — 13 июля 1989) — иранский политический деятель и курдский лидер. Гассемлу был генеральным секретарем Демократической партии Иранского Курдистана («ДПИК») с 1973 года до его убийства в 1989 году лицами, подозреваемыми в том, что они были агентами Исламской Республики Иран.

## Ранняя жизнь и образование
Абдул Рахман Гассемлу родился 22 декабря 1930 года в г. Урмия (Западный Азербайджан) в богатой феодальной семье. Его отец, Мохаммад Весуг Гассемлу был землевладельцем и курдским националистом из племени Шекак. Его матерью была Нана Джан Тимсар, ассирийская христианка. Его отец был советником шаха Ирана. Абдул Рахман закончил начальное образование в Урмии, а затем в Тегеране. В 15 лет он стал свидетелем короткой эпохи Мехабадской Республики и стал одним из основателей молодежного крыла «ДПИК». Гассемлу переехал во Францию, чтобы продолжить учебу в Сорбонне. Он познакомился со своей женой Еленой Крулич в Чехословакии. У них было две дочери, Мина (р. 1953) и Хева (р. 1955)..
Абдул Рахман Гассемлу свободно говорил на 8 языках: курдском, персидском, арабском, азербайджанском, французском, английском, чешском и русском. Он также был знаком с немецким, словацким и польским языками.

## Карьера
После падения Мехабадской республики (декабрь 1946 г.), многие деятели курдского движения были вынуждены эмигрировать. Робкие попытки некоторых лидеров курдов поднять восстание в Иране потерпели поражение: шахская спецслужба САВАК эффективно пресекала любые проявления сепаратистских тенденции национальных меньшинств. Помимо внутренней розни в рядах «ДПИК», в партию были внедрены агенты САВАК, разветвленная сеть агентуры которой стремилась изнутри ослабить ее влияние на массы. В Иране за деятельностью курдов следила не только тайная полиция САВАК, но также и армия и жандармерия.
Гассемлу вернулся в Курдистан в 1952 году после завершения учебы. Затем он несколько лет был рядовым бойцом курдских повстанческих сил. В 1956 году САВАК запретил Гассемлу покидать страну.
В 1973 году, во время секретного Третьего Конгресса «ДПИК», состоявшейся в Багдаде, Гассемлу был избран на должность генерального секретаря партии, на которую он был переизбран несколько раз до убийства.

## Победаисламской революциииКурдское восстание 1979 года в Иране
Накануне революции Гассемлу вернулся из эмиграции в Иран. Его партия поддержала анти-шахскую революцию, завершившуюся падением режима Мохаммеда Реза Пехлеви. Аятолла Хомейни считал их участие в революции в последний час было оппортунистическим. Боевики, принадлежащие к партии, захватили военные склады бывшей шахской армии в курдских районах. Хомейни потребовал от всех вооруженных формирований стать частью одной революционной организации и потребовал от курдских боевиков вернуть все захваченное оружие. Гассемлу потребовал автономии для курдов и отказался сложить оружие. Партия бойкотировала референдум по новой конституции. После двух кровопролитных столкновений между курдами и силами, верными Хомейни, восстание курдов переросло в войну. Вскоре после начала вооруженного курдского восстания аятолла Хомейни объявил «священную войну» «ДПИК» и курдским повстанцам. Тот факт, что курды были в основном суннитами, а революционная гвардия - шиитами, только усугубляла межрелигиозную напряженность.
Это было началом противостояния партии и нового государства, закончившегося военным поражением курдских повстанцев. В 1982 году Гассемлу попытался свергнуть шиитских священнослужителей в союзе с бывшим и уволенным президентом Ирана Абольхасан Банисадр, но последний отказался присоединиться к его курдскому альянсу, опасаясь сепаратистских целей курдов. Несколько официальных попыток примирения между ДПИК и Временным правительством в Тегеране закончились безрезультатно. Вооруженный конфликт продолжался до 1984 г. в разгар ирано-иракской войны (1980—1988 гг.), когда обе страны поддерживали сепаратистов на территории друг друга.
После поражения вооруженного восстания Гассемлу поселился в Париже и присоединился к «Национальному совету сопротивления Ирана», который был основан «ДПИК» и другими оппозиционными силами: исламо-марксистскими народными моджахедами, леволиберальным Национально-демократическим фронтом, коалицией небольших социалистических группировок Объединенные левые и независимым левым исламистом Абольхасаном Банисадром.

## Убийство Гассемлу и похороны
В конце ирано-иракской войны в 1988 году Джаляль Талабани, лидер Патриотического союза Курдистана (ПСК), сообщил Гассемлу, что иранское правительство готово возобновить переговоры с ДПИК. Д-р Гассемлу расценил это как положительный жест со стороны иранского правительства и согласился встретиться с участниками переговоров ИРИ. Несколько встреч последовали в Вене 28 декабря, 30 декабря 1988 года, и 20 января 1989 года.
30 и 31 декабря 1988 года Гассемлу встретился с иранской делегацией во главе с Мохаммадом Джафар Сахраруди, главой отдела по курдским делам министерства разведки Ирана.
Дальнейшие встречи состоялись 19 января и в марте 1989 г. Однако, когда Гассемлу не присутствовал на мартовской сессии, М. Дж. Сахраруди прекратил переговоры, отказавшись продолжать переговоры в отсутствие генерального секретаря ДПИК. Еще одна встреча была назначена на 13 июля, снова в Вене.
Делегация Тегерана была прежней, а именно Мохаммед Джафар Сахраруди и Хаджи Мустафави, за исключением того, что на этот раз был также третий член: Амир Мансур Бозоргян, который был телохранителем. Делегация курдов состояли из трех человек: Абдул Рахман Гассемлу, его помощник Абдулла Гадери Азар (член Центрального комитета «ДПИК», представитель партии в Европе) и Фадиль Рассул, профессор иракского университета, который выступал в качестве посредника.
На следующий день, 13 июля 1989 г., в той самой комнате, где проходили переговоры, Гассемлу был убит тремя пулями, выпущенными с очень близкого расстояния. Его помощник Гадери Азар был смертельно ранен одиннадцатью пулями, а Рассул — пятью. Хаджи Мустафави удалось бежать. Мохаммад Джафар Сахраруди получил легкие травмы и был доставлен в больницу, а после допросов его отпустили. Амир Мансур Бозоргян был освобожден после 24 часов содержания под стражей в полиции и укрылся в посольстве Ирана.
Гассемлу на посту генерального секретаря «ДПИК» сменил его заместитель Садек Шарафканди (занимал данную должность до своего убийства 17 сентября 1992 года в ресторане «Миконос» в Берлине). Абдулла Гадери Азар и Абдул Рахман Гассемлу были похоронены 20 июля в Париже на кладбище Пер-Лашез.

## Расследование
По данным «ДПИК» … В конце ноября 1989 г. австрийские суды выдали ордер на арест трех иранских представителей, и австрийское правительство прямо обвинило иранское правительство в подстрекательстве к нападению на Абдула Рахмана Гассемлу.
Трое представителей делегации правительства Ирана на переговорах с курдскими лидерами вернулись в Иран. Один из них никогда не содержался под стражей, один был доставлен австрийской полицией в аэропорт Вены через девять дней после убийства, а третий, после ночи ареста, провел несколько месяцев в посольстве Ирана в Вене, прежде чем тайно покинул Австрию. Одним из подозреваемых был Мохаммед Магаби, которого курдские протестующие в Вене потребовали арестовать и запретить ему выезд. Ордер на их арест был выдан только в ноябре 1989 года. Но никто так и не был арестован. В отличие от немецкого процесса по делу об убийстве преемника Гассемлу Садека Шарафканди в Берлине в ресторане «Миконос», следствие по убийству в Вене так и не завершено

## Книги
«Курдистан и Курд» — книга по истории курдов и их земель, написанная Гассемлу и опубликованная в 1964 году на словацком языке, в 1965 году на английском языке, в 1967 году на арабском языке, в 1969 году на польском языке и в 1973 году на курдском языке